# École supérieure de commerce de Turku
L'école supérieur de commerce de Turku (finnois : Turun kauppakorkeakoulu) est une école de commerce située sur Yliopistonmäki dans le quartier I à Turku en Finlande.

## Histoire
L'école de commerce de Turku est fondée à l'initiative du milieu des affaires le 3 mai 1950, et l'ouverture de la première année universitaire a eu lieu en septembre de la même année.
L'école a fonctionné dans les premières années au cœur de Turku, à l'adresse Aurakatu 11.
L'école a construit son propre bâtiment en 1958 rue Rehtorinpellonkatu.
Le bâtiment a ensuite été agrandi dans les années 1980 et 2000.
En 1970 Le premier doctorat est soutenu à l'école de commerce de Turku.
Jusqu'en 1977, l'école de commerce était gérée par la l'école de commerce de Turku, après quoi elle est devenue la propriété de l'État.
En 2010, l'école de commerce de Turku et l'Université de Turku ont fusionné pour former la nouvelle Université de Turku.
L'école de commerce de Turku a célébré son 60ème anniversaire et la cinquième promotion doctorale de l'école a été organisée.

## Départements
Les départements de l'école sont:
- Département de gestion et d'entrepreneuriat 
  - Gestion et organisation
  - Systèmes d'information
  - Entrepreneuriat
  - Sciences du travail
- Département de la comptabilité et des finances 
  - Comptabilité et finance
  - Méthodes quantitatives de l'économie
  - Droit des sociétés
- Département de marketing et d'affaires internationales 
  - Commercialisation
  - Commerce international
  - Logistique
  - Géographie économique
  - Institut paneuropéen
- Département d'économie 
  - Économie
- Centre universitaire de Pori (fi)

## Anciens étudiants

### Anciens connus
- Jukka Hienonen, PDG de Finnair
- Reijo Karhinen, PDG d'OP-Pohjola
- Lauri Kivinen, PDG d'Yleisradio
- Tellervo Koivisto, député
- Paula Lehtomäki, ancien ministre
- Teemu Brunila, musicien et chanteur
- Reijo Mäki, écrivain
- Anna Puustjärvi, chanteuse
- Ilkka Remes, écrivain
- Oiva Savela, députée
- Anne-Mari Virolainen, députée
- Juha-Petri Loimovuori, directeur de Kauppalehti

### Anciens de l'année
Le prix des anciens de l'année est décerné chaque année à un ancien élève de l'Université de Turku, dont les activités ont contribué au succès de l'Université de Turku et de la société finlandaise.
Le prix des diplômés de l'année est remis lors de la célébration annuelle de l'Université de Turku fin février.
Les anciens de l'année sont:
- 2022 Minna Arve, maire de Turku
- 2021 Sakari Alhopuro, conseiller médical
- 2020 Sauli Niinistö, Président de la République
- 2019 Ville Pernaa, Rédacteur en chef
- 2018 Aleksi Randell, PDG
- 2017 Krista Kiuru, députée
- 2016 Petteri Orpo, Ministre de l'Intérieur
- 2015 Matti Anttonen, sous-secrétaire d'État
- 2014 Risto Lammintausta, PDG
- 2013 Sari Ruusumo, responsable de congrès
- 2012 Riitta Monto, rédacteur en chef de Turun Sanomat
- 2011 Juho Savo, directeur Régional
- 2010 Matti Rihko, PDG de Raisio Oyj
- 2009 Ilkka Salmi, varatuomari
- 2008 Jorma Rantanen, professeur
- 2007 Heli Laaksonen, poète
- 2006 Jarmo Viinanen, Ambassadeur à l'ONU
- 2005 Liisa Hyssälä, PDG de Kela
- 2004 Mauno Koivisto, Président de la République